# 克維特涅韋 (羅日謝區)
50°57′33″N 24°54′27″E / 50.95917°N 24.90750°E
克維特涅韋（烏克蘭語：Квітневе），是烏克蘭的村落，位於該國西部沃倫州，由盧茨克區負責管轄，始建於1964年，面積16.67平方公里，海拔高度185米，2001年人口475，人口密度每平方公里28.49人。